# Daman et Diu
Daman et Diu est un ancien territoire de l'Inde formé à partir de deux anciens comptoirs portugais annexés par l'Inde en décembre 1961 lors de l'invasion de Goa. Tous deux sont enclavés dans le Gujarat de part et d'autre du Golfe de Cambay.
Ces deux enclaves faisaient partie du territoire de Goa de 1962 à 1987, date à laquelle celui-ci a accédé au statut d'État.
Elles ont ensuite formé un territoire à elles deux, avant d'intégrer le nouveau territoire de Dadra et Nagar Haveli et Daman et Diu, en tant que deux districts distincts.

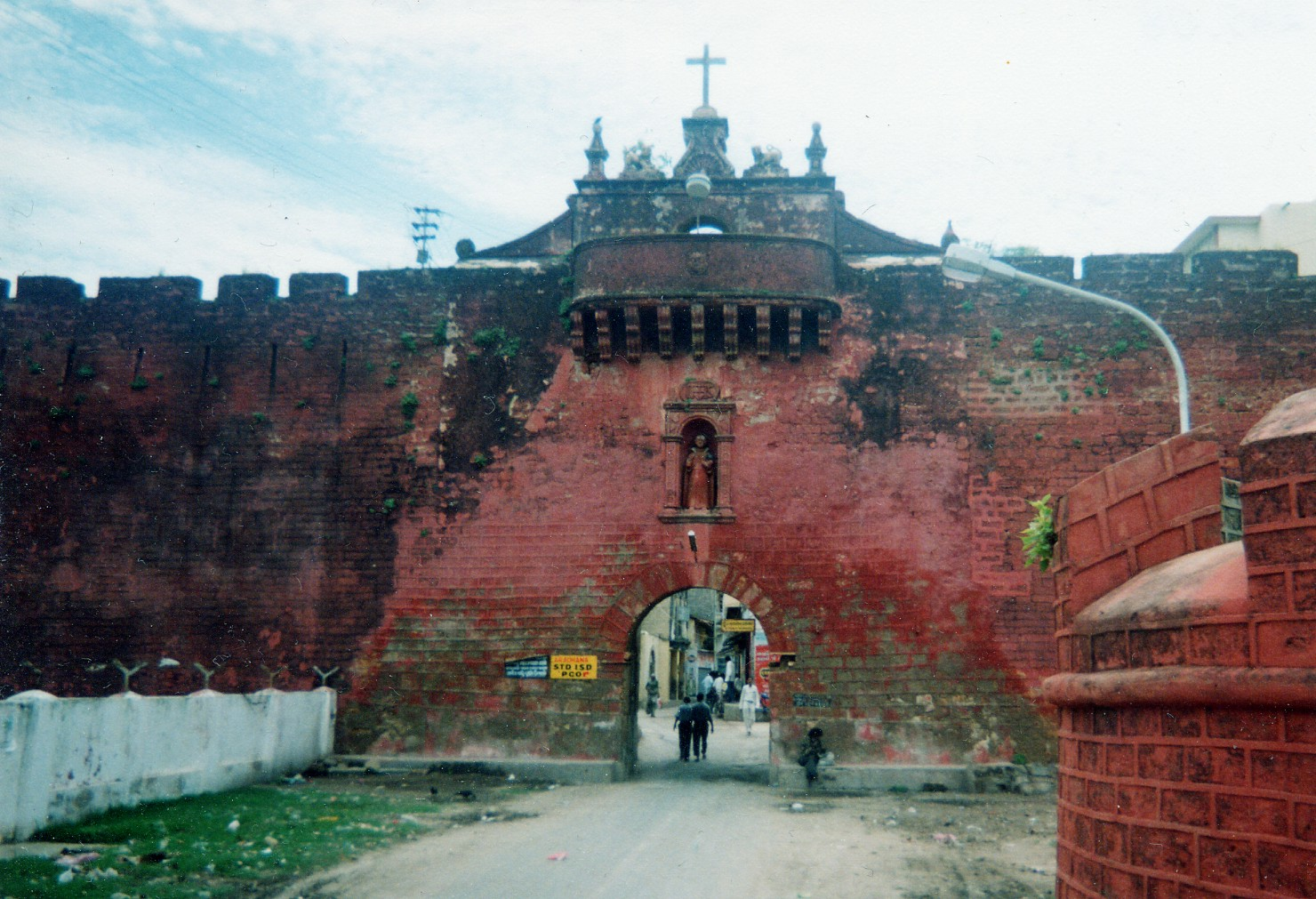
La porte de la ville de Diu.

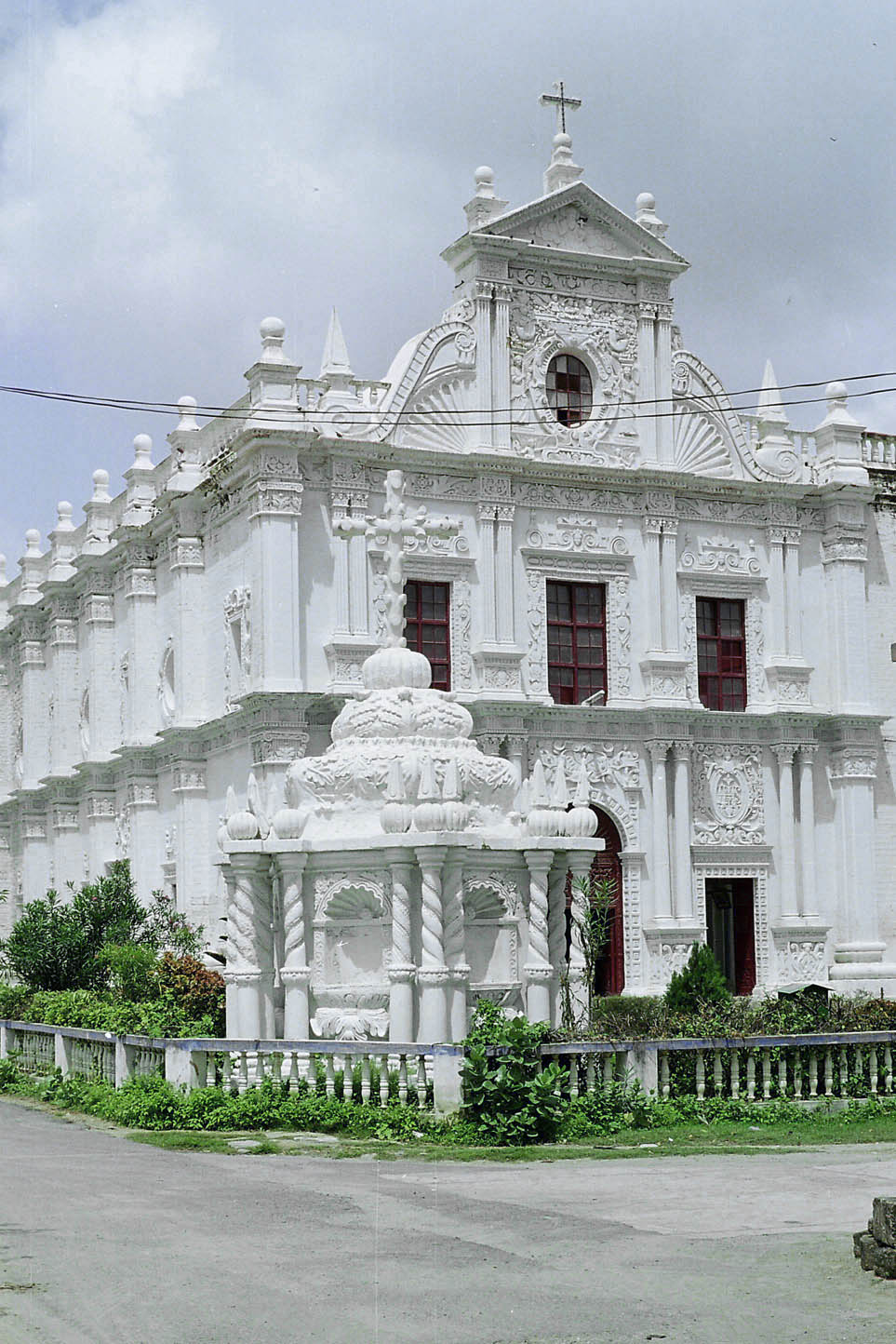
L'église Saint Paul à Diu.

## Histoire
Daman (Damão en portugais) et Diu ont été sous administration portugaise depuis le XVIe siècle avant d'être annexés militairement par l'Inde le 19 décembre 1961.
Les enclaves ont intégré le territoire de Goa, Daman et Diu avant d'être séparés de Goa en 1987. Chaque enclave formait un district différent.
En décembre 2019, le Parlement d'Inde décida de fusionner Daman et Diu avec le territoire de Dadra et Nagar Haveli afin de former un nouveau territoire, le Dadra et Nagar Haveli et Daman et Diu. Cette fusion fut effective le 26 janvier 2020.

## Géographie
Daman est une ville située sur la terre ferme sur la côte est du golfe de Cambay, tandis que Diu est située sur une île du même nom se trouvant à l'embouchure d'un fleuve. Les deux enclaves sont distantes d'environ 650 kilomètres par la route. De nombreux habitants demandent le rattachement à l'État de Goa, pour des raisons historiques, et culturelles. Ce rattachement devrait entraîner des économies du point de vue de l'administration et de la gestion de ces deux entités.

## Jumelages
- Coimbra (Portugal) depuis 2004
- Loures (Portugal) depuis 1998